# Seikantunnel

Profiel van de tunnel

1. spoortunnel, 2. servicetunnel, 3. pilot tunnel en 4. verbindingstunnels

De Seikantunnel (青函トンネル, Seikan Tonneru) is een spoorwegtunnel in Japan. De tunnel ligt onder de Straat Tsugaru en verbindt de eilanden Hokkaido en Honshu met elkaar.

## Beschrijving
Deze spoortunnel is 53,85 kilometer lang (waarvan 23,3 km onder de zee),en is daarmee de op een na langste tunnel ter wereld. Het diepste punt ligt op ruim 240 meter onder de zeespiegel. De tunnel bevat twee stations op 147 meter onder de zeespiegel; de diepst gelegen stations ter wereld. De stations zijn Tappi Kaitei op Honshu en Yoshioka Kaitei op Hokkaido. Deze stations geven ook toegang tot musea over de tunnel. 
De sporen in de tunnel zijn uitgevoerd met drie spoorstaven, zodat treinen van twee verschillende spoorwijdtes (normaalspoor en 1067 mm smalspoor) de tunnel kunnen gebruiken. Sinds 2016 rijdt de Hokkaidō Shinkansen-hogesnelheidslijn door de tunnel. Om ontsporingen te voorkomen zijn door de tunnel rails aangelegd bestaande uit 1 stuk van 52,5 kilometer lengte. 
Tijdens de constructie van deze tunnel kwamen 34 bouwvakkers om. In een van de musea staat een gedenkplaat ter ere van hen.

## Geschiedenis
In 1939-1940 werden al de eerste plannen voor een tunnel op deze plaats uitgewerkt. Tot de aanleg van de Seikantunnel werd in april 1964 besloten, tien jaar nadat tijdens een tyfoon vijf passagiersschepen waren vergaan in de Straat Tsugaru. Met de bouw werd in mei 1964 begonnen. In januari 1983 was de ruwbouw klaar en konden de rails worden aangelegd. In april 1988 werd de tunnel geopend. Het hele project vergde een investering van US$ 3,6 miljard en werd uitgevoerd in opdracht van de Japan Railway Construction, Transport and Technology Agency.

## Trivia
- De langste tunnel ter wereld is sinds 2016 de Gotthard-basistunnel in Zwitserland met 57 kilometer.
- In 2013 kwam China met plannen voor de aanleg van een 123 kilometer lange verkeerstunnel in de Bohaizee tussen Dalian en Yantai.[2] De kosten worden geraamd op US$ 42 miljard. In 1994 werden vergelijkbare plannen bekendgemaakt, maar deze zijn nooit uitgevoerd.[2] Als dit project nu wel wordt uitgevoerd dan verdringt het de Saikantunnel van de tweede naar de derde plaats.